# Kambs
Kambs is een plaats en voormalige gemeente in de Duitse deelstaat Mecklenburg-Voor-Pommeren en maakt deel uit van de gemeente Bollewick in het district Mecklenburgische Seenplatte.
Kambs telt 260 inwoners. Het dorp heet een kerkgebouw uit de 13e eeuw.

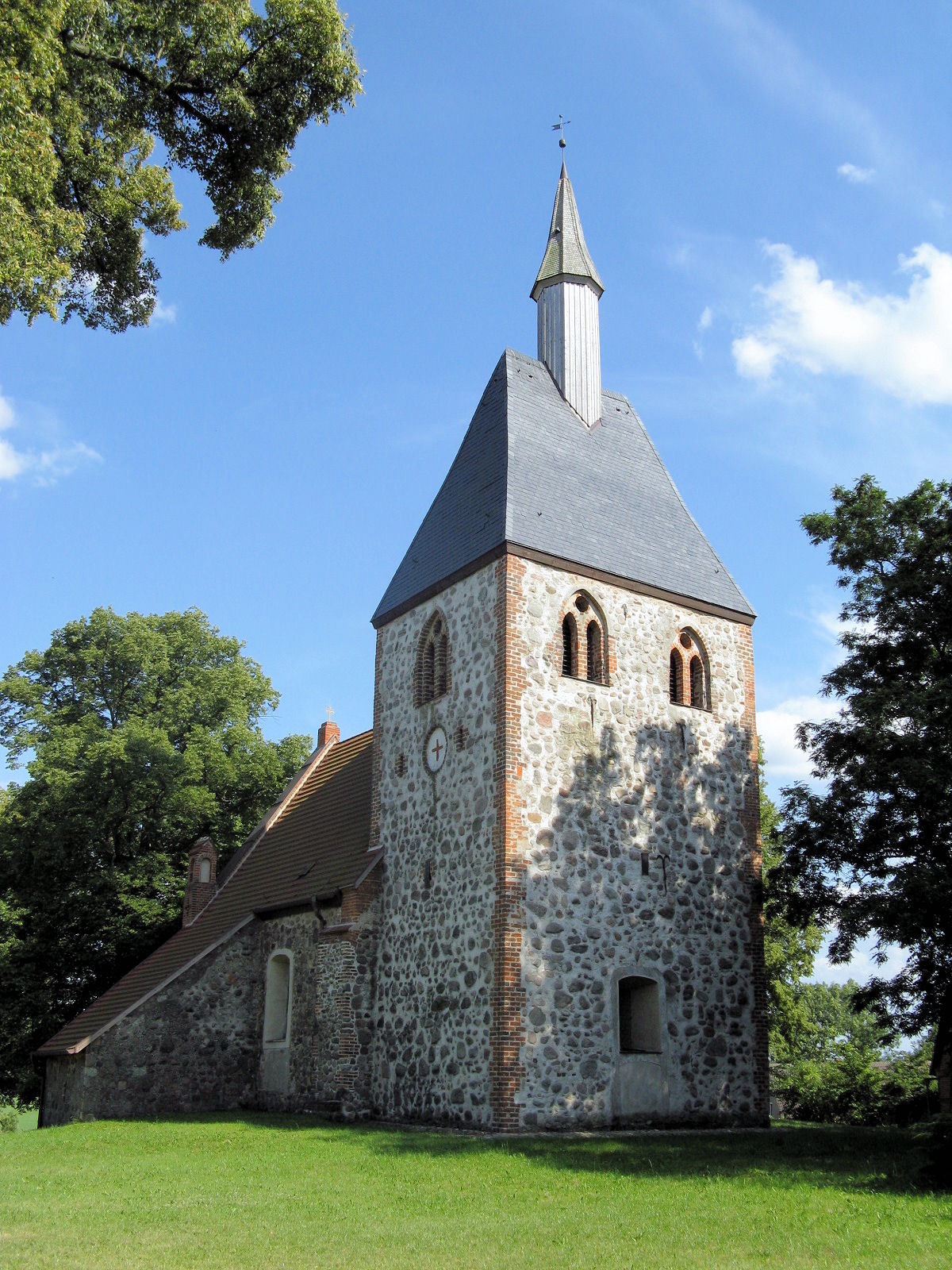
Kerk in Kambs